# Trap rock

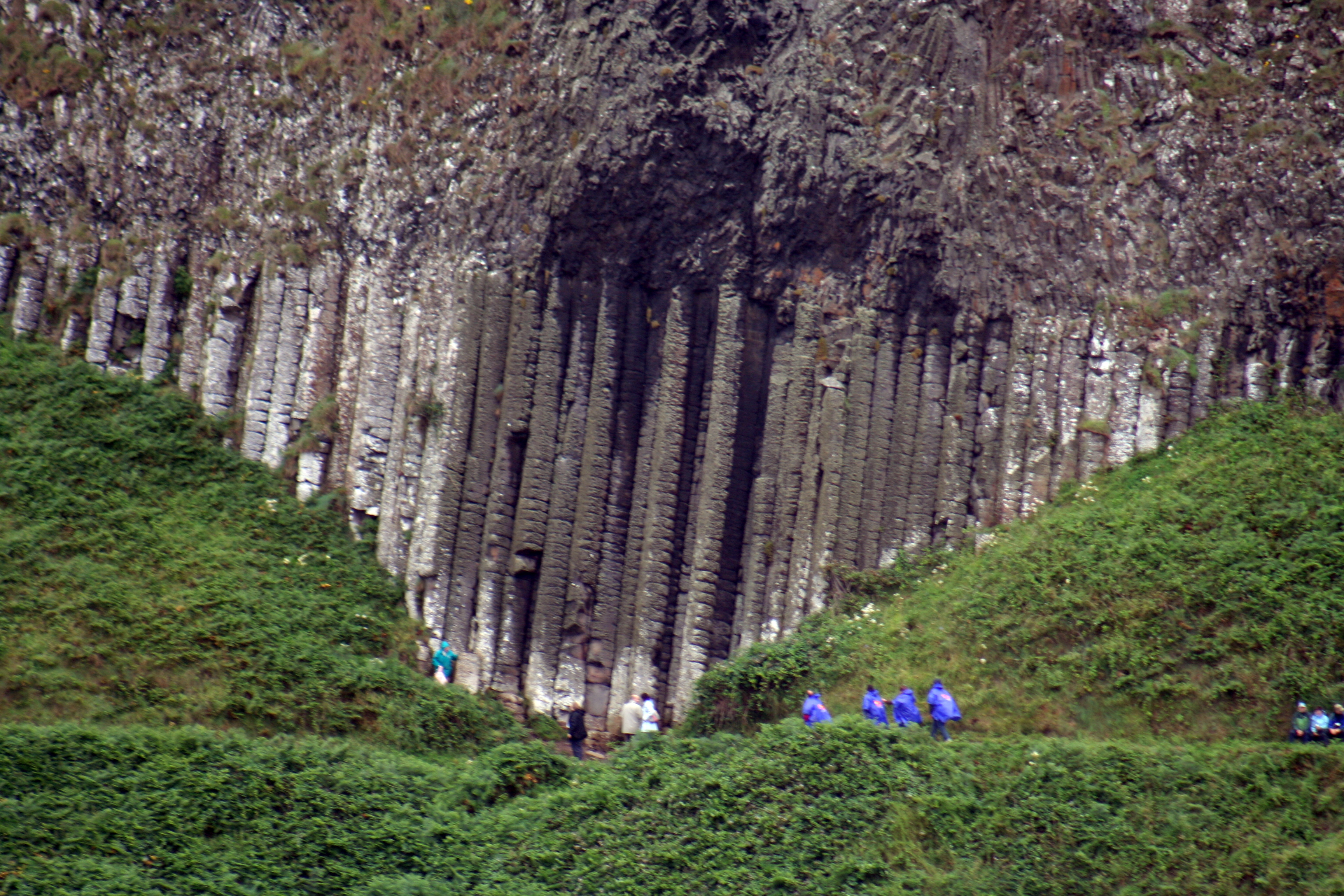
Giant's Causeway: een trap rock in de vorm van een typische pallisademuur

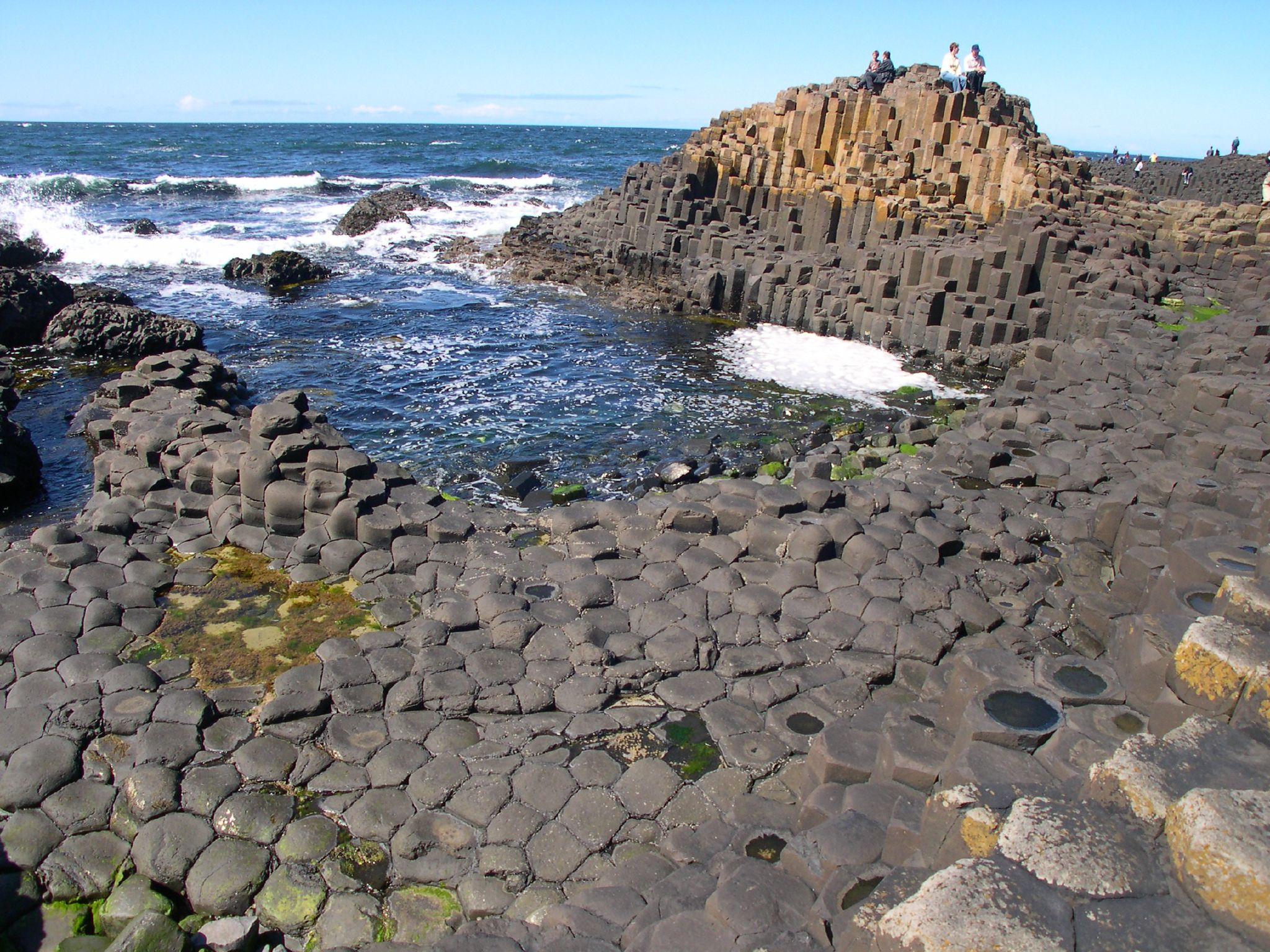
Giant's Causeway: karakteristiek trap rock-trottoir

Trap Rock is de Engelse benaming voor een stollingsgesteente dat neigt om veelhoekige, meestal hexagonale breuken, maar ook vier- tot achtkantige breuken vertonen. Deze gesteenten worden gevormd doordat magma van een geschikte chemische samenstelling (meestal basalt) binnendringt via een opening in het gesteente of via een dikke lavastroom en daar langzaam afkoelt. De trap rock wordt commercieel uitgehakt en verpletterd om harde massa in samengestelde materialen te verstrekken en die samen te binden, zoals beton en macadam platen. 